# John M. Jackson
John Murice Jackson (ur. 1 czerwca 1950 w Baton Rouge) – amerykański aktor telewizyjny i filmowy.

## Życiorys
Dorastał w Teksasie. W liceum grał w drużynie footbalu amerykańskiego oraz w lidze baseballa. Po ukończeniu szkoły pracował przez pewien czas na platformach wiertniczych, potem został nauczycielem historii i geografii w Austin w Teksasie. Jego kariera aktorska rozpoczęła się od występów w amatorskim zespole teatralnym w miejscowym klubie. To jednak pozwoliło mu dość szybko stać się „prawdziwym” aktorem telewizyjnym i filmowym.
Pojawiał się m.in. w takich filmach, jak Ludzie honoru z Demi Moore, Doskonały świat z Clintem Eastwoodem; zagrał też u boku Stevena Seagala w Nieuchwytnym oraz w wielu innych.
Wystąpił w takich serialach telewizyjnych jak Przystanek Alaska, Family Of Spies oraz nominowanym do nagrody Emmy From The Earth To The Moon i w przedstawieniach scenicznych.
Występował w roli admirała Chegwiddena w serialu telewizyjnym JAG.

## Filmografia

### filmy fabulane
- 1983: Biznesmen i gwiazdy (Local Hero) jako
- 1986: Sid i Nancy (Sid and Nancy) jako Lance Boyles, M.D.
- 1986: Autostopowicz (The Hitcher) jako sierżant Starr
- 1992: Ludzie honoru (A Few Good Men) jako kpt. West
- 1993: Doskonały świat (A Perfect World) jako Bob Fielder
- 1996: Nieuchwytny (The Glimmer Man) jako Donald Cunningham
- 2017: Obdarowani (Gifted) jako Edward Nichols, sędzia

### seriale TV
- 1992: Przystanek Alaska jako Larry Coe (Bob)
- 1996–2004: JAG jako admirał A.J. Chegwidden
- 1995–1997: Ich pięcioro jako major Chase W. Holbrook
- 2005−2006: Kości jako szef FBI Sam Cullen
- 2008: Jerycho jako ambasador Sam Travis
- 2008: Bez śladu jako Quentin Richards
- 2008: Chirurdzy jako Kevin Covington
- 2010: CSI: Kryminalne zagadki Las Vegas jako Russell Huntley
- 2011: Nieustraszony jako Gus
- 2011: Castle jako Rod Halstead
- 2012: Prywatna praktyka jako Carl Davis
- 2012: Pułapki umysłu jako Vincent
- 2013: Agenci NCIS jako A.J. Chegwidden
- 2013: Zabójcze umysły jako agent Malcolm Hollins
- 2014: Partnerki jako Howard Ames
- 2017–2018 : Agenci NCIS: Los Angeles jako A.J. Chegwidden